# توده هوا

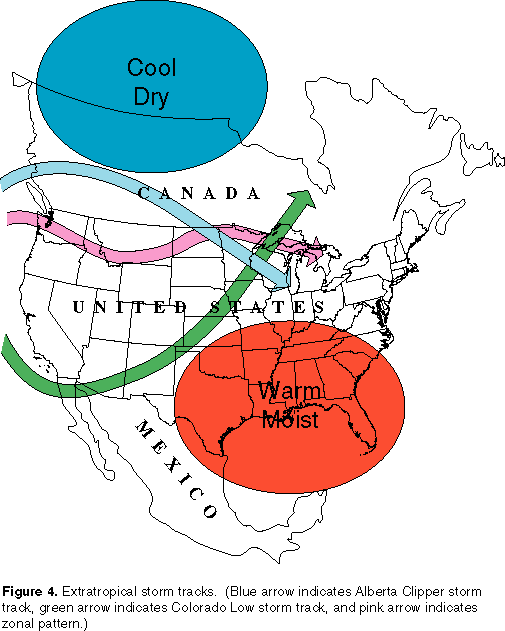
شماتیکی از توده هوا

توده هوا عبارت است از حجم عظیمی از هوا که 
خصوصیات فیزیکی آن به ویژه از نظر دما،  رطوبت،  «آهنگ کاهش دما» (Lapse rate) و فشار در سطح افقی برای صدها کیلومتر تقریباً همسان باشد.
هنگامی که هوا در یک منطقه برای مدتی ساکن باشد ویژگی‌های آن در نقاط مختلف با هم به تدریج برابر می‌شوند پس در اثر حرکت توده هوا بر اثر حرکت جریان‌های هوایی به دلیل اختلاف فشار ماهیت توده در طول حرکت تغییر می‌کند مثلاً عبور یک توده خشک از روی دریا باعث افزایش رطوبت آن می‌شود.

## انواع توده‌های هوا
اگر دمای توده هوا بیشتر از دمای سطحی باشد که از آن عبور می‌کند، توده گرم نامیده می‌شود و اگر دمای آن کمتر باشد، توده سرد خوانده می‌شود. توده‌های هوا با استفاده از ویژگی‌های مسیر، زمان، دما و رطوبت از یکدیگر شناسایی می‌شوند.

### توده‌های هوا در ایران
ایران تحت تأثیر شش تودهٔ هوا قرار می‌گیرد:
- توده هوای مدیترانه‌ای: از غرب وارد ایران می‌شود و ماهیت سرد دارد. ورود آن از آبان تا اردیبهشت می‌باشد. معمولاً نواحی غرب و شمال ایران را تحت تأثیر قرار می‌دهد. پس از عبور از کوه‌های البرز و زاگرس رطوبت خود را از دست داده و دمای آن افزایش می‌یابد.
- توده سودانی: در شمال شرق آفریقا تشکیل می‌شود و از جنوب غرب وارد ایران می‌شود. با گذر از دریای سرخ و خلیج فارس رطوبت مناسبی جذب می‌کند. ماهیت گرم دارد و بیشتر مناطق ایران را تحت تأثیر قرار می‌دهد. ورود آن از مهر تا اردیبهشت است.

- توده حاره‌ای: از جنوب شرق وارد ایران می‌شود. ماهیت آن گرم است و زمان تأثیر آن تابستان است.

- توده سیبری: از مناطق قطبی سرچشمه می‌گیرد و از شمال شرق وارد ایران می‌شود. ماهیت آن سرد و خشک است.
- توده عرض میانی: از شمال غرب وارد ایران می‌شود. ماهیت مرطوب دارد و فعالیت آن در زمستان است.
- مانسون هند: از سوی اقیانوس هند و از روی دریای عمان وارد ایران می‌شود. ماهیت مرطوب دارد. در تابستان فعال می‌شود و عامل بادهای ۱۲۰ روزه سیستان است.[۲]

## جبهه‌های هوا
جبهه‌ها مرزهای بین توده‌های هوا هستند. بر روی نقشه‌های هواشناسی جبهه‌ها را با یک خط نشان می‌دهند. سطحی که دو توده هوای مجاور را از هم جدا می‌کند، سطح جبهه نامیده می‌شود.
زمانی که دو توده هوای با دمای مختلف، در مسیر حرکت‌شان به هم می‌رسند، حالت انتقال شدیدی (از لحاظ دما، فشار، رطوبت، باد و غیره) در مرز بین آن‌ها به‌وجود می‌آید. اگر یک نفر همراه با توده هوای گرم به سمت شمال حرکت کند، به تدریج و به‌طور یکنواخت با کاهش دما مواجه می‌شود؛ سپس با برخورد به یک توده هوای سرد، دما به‌طور ناگهانی و شدید افت می‌کند. یعنی تغییرات آهسته و یکنواخت در محل برخورد با توده سرد، به تغییر ناگهانی و غیر مداوم تبدیل می‌شود. به این خاطر اصطلاح خط ناپیوستگی در مورد مرکز توده هوا به کاربرده می‌شود.

### انواع جبهه‌های هوا
بسته به حرکت توده‌های هوا، انواع مختلف جبهه‌ها که هر کدام خواص خود را دارند تشکیل می‌شوند. این جبهه‌ها عبارتند از:
- جبهه‌های گرم: یک جبهه گرم، جبهه‌ای است که در طول آن، هوای گرم جانشین هوای سرد می‌شود. در صورتیکه که جهت حرکت توده‌های هوا به طریقی باشد که هوای گرم به تدریج از روی سطح زمینی عبور کند که قبلاً در آن جا هوای سرد وجود داشته‌است، جبهه تشکیل شده، جبهه گرم خواهد بود. بر روی نقشه‌های هواشناسی، جبهه گرم معمولاً به صورت نیم دایره‌های سیاه رنگ و در سمتی که جبهه به آن طرف حرکت می‌کند رسم می‌شود. بر روی نقشه‌های چاپی، جبهه گرم با خط پر رنگ و قرمز مشخص می‌شود. حاصل شکل‌گیری جبهه گرم ایجاد پوشش نسبتاً ضخیم ابر بر روی سطح جبهه و در نزدیکی دنباله آن و بارندگی یکنواخت است.
- جبهه‌های سرد: در جبهه‌های سرد، هوای سرد جانشین هوای گرم می‌شود. تیغه‌های سیاه رنگ بر روی خطی که جبهه را نشان می‌دهد، علامت جبهه سرد هستند و همیشه بر روی جهتی قرار داده می‌شوند که جبهه در آن مسیر حرکت می‌کنند. بر روی نقشه‌های هواشناسی جبهه سرد با خط پررنگ آبی مشخص می‌شود. حاصل تشکیل جبهه سرد به‌وجود آمدن ابرهای کومولوس و کومولونیمبوس، همراه با بارندگی‌های رگباری است.
- جبهه‌های ساکن: اگر دو توده هوای گرم و سرد توسط یک جبهه از هم جدا شده‌باشند، تشخیص جبهه به رفتار آن بستگی دارد. اگر جبهه در جهت هوای گرم جابه‌جا شود، جبهه سرد است و اگر در جهت هوای سرد جابه‌جا شود، جبهه گرم است. اما اگر توده‌های هوا در حرکت نباشند، جبهه به حالت سکون در می‌آید. در واقع جبهه ساکن، جبهه‌ای است که در جهت افقی دارای حرکات بسیار کمی بوده و تقریباً اصطلاحی است که به مرز توده‌های هوای ساکن گفته می‌شود و بر روی نقشه‌های هواشناسی با ترکیبی از جبهه گرم و سرد نشان داده می‌شود.
- جبهه‌های بند آمده: جبهه بند آمده از ادغام جبهه‌های سرد و گرم تشکیل می‌شود. اگر یک جبهه سرد از یک جبهه گرم پیشی گیرد، نتیجه کار یک جبهه بندآمده‌ است. با نزدیک شدن به جبهه بندآمده، سیستم ابر یا بارندگی حاصل از آن بسیار شبیه یک جبهه گرم است، زیرا تشکیل دنباله توده هوای گرم قبل از جبهه تغییری نکرده‌است. با گذر جبهه، ابرها و بارندگی متعاقب آن از نوع جبهه سرد خواهد بود.